# Крістоф Моншайн
Крістоф Моншайн (нім. Christoph Monschein, нар. 22 жовтня 1992) — австрійський футболіст, нападник клубу «Аустрія» (Відень).

## Ігрова кар'єра
Народився 22 жовтня 1992 року. Вихованець футбольної школи клубу «Брунн-ам-Гебірге».
У дорослому футболі дебютував 2010 року виступами за команду «Брунн-ам-Гебірге», в якій провів чотири сезони у п'ятому за рівнем дивізіоні Австрії, взявши участь у 67 матчах чемпіонату. У складі У складі був одним з головних бомбардирів команди, маючи середню результативність на рівні 0,37 голу за гру першості.
Своєю грою за цю команду привернув увагу представників тренерського штабу клубу «Ебрайхсдорф», до складу якого приєднався 2014 року. Відіграв за цей клуб наступні півтора сезони своєї ігрової кар'єри. Більшість часу, проведеного у складі команди, був основним гравцем атакувальної ланки команди і серед найкращих голеодорів, відзначаючись забитим голом в середньому щонайменше у кожній третій грі чемпіонату. За підсумками першого сезону допоміг команді вийти з Ландесліги в Регіоналлігу, третій за рівнем дивізіон Австрії.
У січні 2016 року уклав контракт з клубом «Адміра-Ваккер», у складі якого провів наступний рік своєї кар'єри гравця. Дебютував у Бундеслізі 7 лютого у матчі проти «Ред Булл» (Зальцбург). Граючи у складі «Адміри-Ваккер» також здебільшого виходив на поле в основному складі команди.
Влітку 2017 року перейшов до «Аустрії» (Відень), підписавши контракт на чотири роки. Станом на 25 лютого 2018 року відіграв за віденську команду 21 матч в національному чемпіонаті.

## Статистика виступів

### Статистика клубних виступів
| Сезон                        | Команда                      | Чемпіонат                    | Чемпіонат | Чемпіонат | Національний кубок | Національний кубок | Національний кубок | Континентальні кубки | Континентальні кубки | Континентальні кубки | Інші змагання | Інші змагання | Інші змагання | Усього | Усього | Усього |
| Сезон                        | Команда                      | Ліга                         | Ігор      | Голів     | Ліга               | Ігор               | Голів              | Ліга                 | Ігор                 | Голів                | Ліга          | Ігор          | Голів         | Ігор   | Голів  |        |
| ---------------------------- | ---------------------------- | ---------------------------- | --------- | --------- | ------------------ | ------------------ | ------------------ | -------------------- | -------------------- | -------------------- | ------------- | ------------- | ------------- | ------ | ------ | ------ |
| 2010–11                      | «Брунн-ам-Гебірге»           | 5Л                           | 26        | 2         |                    | -                  | -                  |                      | -                    | -                    |               | -             | -             | 26     | 2      |        |
| 2011–12                      | «Брунн-ам-Гебірге»           | 5Л                           | 21        | 3         |                    | -                  | -                  |                      | -                    | -                    |               | -             | -             | 21     | 3      |        |
| 2012–13                      | «Брунн-ам-Гебірге»           | 5Л                           | 3         | 1         |                    | -                  | -                  |                      | -                    | -                    |               | -             | -             | 3      | 1      |        |
| 2013–14                      | «Брунн-ам-Гебірге»           | 5Л                           | 17        | 19        |                    | -                  | -                  |                      | -                    | -                    |               | -             | -             | 17     | 19     |        |
| Усього за «Брунн-ам-Гебірге» | Усього за «Брунн-ам-Гебірге» | Усього за «Брунн-ам-Гебірге» | 67        | 25        |                    | -                  | -                  |                      | -                    | -                    |               | -             | -             | 67     | 25     |        |
| 2014–15                      | «Ебрайхсдорф»                | 4Л                           | 29        | 27        |                    | -                  | -                  |                      | -                    | -                    |               | -             | -             | 29     | 27     |        |
| 2015–16                      | «Ебрайхсдорф»                | РЕГ                          | 16        | 8         | КА                 | 2                  | 1                  |                      | -                    | -                    |               | -             | -             | 18     | 9      |        |
| Усього за «Ебрайхсдорф»      | Усього за «Ебрайхсдорф»      | Усього за «Ебрайхсдорф»      | 45        | 35        |                    | 2                  | 1                  |                      | -                    | -                    |               | -             | -             | 47     | 36     |        |
| 2015–16                      | «Адміра-Ваккер»              | БЛ                           | 11        | 2         | КА                 | 2                  | 0                  |                      | -                    | -                    |               | -             | -             | 13     | 2      |        |
| 2016–17                      | «Адміра-Ваккер»              | БЛ                           | 28        | 10        | КА                 | 5                  | 6                  | ЛЄ                   | 3                    | 0                    |               | -             | -             | 36     | 16     |        |
| Усього за «Адміру-Ваккер»    | Усього за «Адміру-Ваккер»    | Усього за «Адміру-Ваккер»    | 39        | 12        |                    | 7                  | 6                  |                      | 3                    | 0                    |               | -             | -             | 49     | 15     |        |
| 2017–18                      | «Аустрія» (Відень)           | БЛ                           | 11        | 3         | КА                 | 3                  | 0                  | ЛЄ                   | 6                    | 2                    |               | -             | -             | 20     | 5      |        |
| Усього за кар'єру            | Усього за кар'єру            | Усього за кар'єру            | 162       | 75        |                    | 12                 | 7                  |                      | 9                    | 2                    |               | -             | -             | 183    | 84     |        |